# Любовь в Германии
«Любовь в Германии» (нем. Eine Liebe in Deutschland) — художественный фильм польского кинорежиссёра Анджея Вайды, экранизация произведения Рольфа Хоххута.

## Сюжет
Иностранец приезжает с сыном в Бромбах, маленький немецкий городок недалеко от швейцарской границы, и начинает расследовать историю, о которой не любят вспоминать местные жители: любовь Паулины Кропп и польского рабочего во время Второй мировой войны. Любовь эта имела смертельный финал. Все свидетели трагедии признают свою вину, но никто не чувствует себя виноватым.

## В ролях
- Ханна Шигулла — Паулина Кропп
- Армин Мюллер-Шталь — Майер
- Пётр Лысак — Станислав Засада
- Даниэль Ольбрыхский — Викторчик
- Бернхард Викки — доктор Борг
- Мари-Кристин Барро — Мария Вилер